# Страгари (Трстеник)
Страгари је насеље у Србији у општини Трстеник у Расинском округу. Према попису из 2022. било је 443 становника (према попису из 1991. било је 702 становника).

## Историја
До Другог српског устанка насеље Страгари се налазило у саставу Османског царства. Након Другог српског устанка насеље Страгари улази у састав Кнежевине Србије и административно је припадало Јагодинској нахији и Левачкој кнежини све до 1834. године када је Србија подељена на сердарства.

### Порекло становништва
Најстарије породице су Ћуломовићи, Брзаци, Ракићи, Пљакићи и друге.
Према пореклу ондашње становништво Страгара из 1905. године, може се овако распоредити:
- Из Топлице има 3 породице са 41 куће.
- Косовско-метохијских досељеника има 2 породице са 35 куће.
- Из околине има 1 породица са 18 куће.
- Из Жупе има 2 породице са 16 куће. (подаци датирају из 1905. године)[2]

## Демографија
У насељу Страгари живи 546 пунолетних становника, а просечна старост становништва износи 44,1 година (42,6 код мушкараца и 45,5 код жена). У насељу има 225 домаћинстава, а просечан број чланова по домаћинству је 2,95.
Ово насеље је великим делом насељено Србима (према попису из 2002. године), а у последња три пописа, примећен је пад у броју становника.
|  |

| Демографија | Демографија | Демографија |
| Година      | Становника  | Становника  |
| ----------- | ----------- | ----------- |
| 1948.       | 806         |             |
| 1953.       | 854         |             |
| 1961.       | 804         |             |
| 1971.       | 784         |             |
| 1981.       | 760         |             |
| 1991.       | 702         | 695         |
| 2002.       | 664         | 667         |

| Етнички састав према попису из 2002.‍ | Етнички састав према попису из 2002.‍ | Етнички састав према попису из 2002.‍ | Етнички састав према попису из 2002.‍ | Етнички састав према попису из 2002.‍ |
| ------------------------------------ | ------------------------------------ | ------------------------------------ | ------------------------------------ | ------------------------------------ |
|                                      |                                      |                                      |                                      |                                      |
| Срби                                 | Срби                                 |                                      | 660                                  | 99,39%                               |
| Македонци                            | Македонци                            |                                      | 1                                    | 0,15%                                |
| непознато                            | непознато                            |                                      | 3                                    | 0,45%                                |

| Страгари у пописима Јагодинске нахије — од 1818. до 1829.                         |       |       |       |       |       |       |          |       |       |       |       |       |
| Година пописа                                                                     | 1818. | 1819. | 1820. | 1821. | 1822. | 1823. | 1824/25. | 1825. | 1826. | 1827. | 1828. | 1829. |
| Куће                                                                              | -     | -     | 27    | 26    | 26    | 27    | 31       | 31    | 34    | 34    | 35    | 35    |
| Пореске главе*                                                                    | -     | -     | 34    | 31    | 36    | 36    | 37       | 34    | 32    | 35    | 36    | 38    |
| Арачке главе**                                                                    | -     | -     | 81    | 78    | 82    | 84    | 90       | 90    | 91    | 92    | 93    | 100   |
| *Пореске главе = Ожењени мушкарци \| ** Арачке главе = Мушкарци од 7 до 70 година |       |       |       |       |       |       |          |       |       |       |       |       |

| Година пописа     | 1948. | 1953. | 1961. | 1971. | 1981. | 1991. | 2002. |
| ----------------- | ----- | ----- | ----- | ----- | ----- | ----- | ----- |
| Број домаћинстава | 155   | 169   | 183   | 213   | 186   | 166   | 225   |

| Број чланова      | 1  | 2  | 3  | 4  | 5  | 6 | 7 | 8 | 9 | 10 и више | Просек |
| ----------------- | -- | -- | -- | -- | -- | - | - | - | - | --------- | ------ |
| Број домаћинстава | 38 | 65 | 50 | 38 | 18 | 9 | 6 | 1 | 0 | 0         | 2,95   |

| Пол    | Укупно | Неожењен/Неудата | Ожењен/Удата | Удовац/Удовица | Разведен/Разведена | Непознато |
| ------ | ------ | ---------------- | ------------ | -------------- | ------------------ | --------- |
| Мушки  | 283    | 67               | 195          | 17             | 4                  | 0         |
| Женски | 278    | 27               | 197          | 47             | 6                  | 1         |
| УКУПНО | 561    | 94               | 392          | 64             | 10                 | 1         |

| Пол    | Укупно                    | Пољопривреда, лов и шумарство | Рибарство                            | Вађење руде и камена | Прерађивачка индустрија       |
| ------ | ------------------------- | ----------------------------- | ------------------------------------ | -------------------- | ----------------------------- |
| Мушки  | 153                       | 87                            | 0                                    | 0                    | 39                            |
| Женски | 106                       | 80                            | 0                                    | 0                    | 12                            |
| УКУПНО | 259                       | 167                           | 0                                    | 0                    | 51                            |
| Пол    | Производња и снабдевање   | Грађевинарство                | Трговина                             | Хотели и ресторани   | Саобраћај, складиштење и везе |
| Мушки  | 2                         | 3                             | 5                                    | 2                    | 1                             |
| Женски | 1                         | 1                             | 3                                    | 4                    | 0                             |
| УКУПНО | 3                         | 4                             | 8                                    | 6                    | 1                             |
| Пол    | Финансијско посредовање   | Некретнине                    | Државна управа и одбрана             | Образовање           | Здравствени и социјални рад   |
| Мушки  | 0                         | 2                             | 2                                    | 3                    | 1                             |
| Женски | 0                         | 0                             | 0                                    | 2                    | 1                             |
| УКУПНО | 0                         | 2                             | 2                                    | 5                    | 2                             |
| Пол    | Остале услужне активности | Приватна домаћинства          | Екстериторијалне организације и тела | Непознато            | Непознато                     |
| Мушки  | 1                         | 0                             | 0                                    | 5                    | 5                             |
| Женски | 0                         | 0                             | 0                                    | 2                    | 2                             |
| УКУПНО | 1                         | 0                             | 0                                    | 7                    | 7                             |